# Guillaume Biener
Guillaume Biener (ou Bienner), Wilhelm Biener en allemand, né en 1590 à Lauchheim et mort le 17 juillet 1651 à Rattenberg, est un avocat et chancelier du Tyrol. 

## Biographie
Guillaume Biener est né à Laupheim en Haute-Souabe en 1590. À partir de 1620, il est employé par le margrave Charles von Burgau.
Après avoir été au service de l'électeur de Bavière Maximilien Ier, il est nommé juge à la cour impériale par l'empereur Ferdinand II. 

### Au service du souverain du Tyrol
Il est assigné au service de l'archiduc Léopold V de Tyrol en tant que conseiller. Léopold V meurt en 1632, et son épouse Claude de Médicis assure la régence pour son fils Ferdinand-Charles. En 1638, Guillaume Biener devient  chancelier sous les ordres de Claude, et il le restera sous Ferdinand-Charles après que ce dernier aura atteint l'âge de gouverner.

### Mort
En 1650, Guillaume Biener fut écarté du pouvoir à cause des machinations ourdies par ses ennemis politiques et personnels. Il fut accusé de trahison et de malversations et condamné à mort. Gracié, il est tout de même exécuté en 1651 à Rattenberg, l'annonce de la grâce ayant été annoncée trop tard.

## Œuvre
Guillaume Biener renforça l'administration et combattit la corruption et les malversations officielles. Il empêcha la sécession des principautés ecclésiastiques de Bressanone et de Trente en faisant respecter leurs liens contractuels envers le Tyrol.
Habile diplomate, il empêcha les Français d'envahir le val Müstair en Suisse et il parvint à régler les différends avec les fermiers du Graubünden (le canton des Grisons) — ces fermiers étaient en théorie sujets du Tyrol mais indépendants en pratique.
Il protesta en vain contre la vente des droits tyroliens au Graubünden. Cette vente, dont le bénéfice contribua à financer le style de vie extravagant de Ferdinand-Charles, permit l'incorporation du Prättigau et de l'Engadine au Graubünden.

### Sources
- (en) Cet article est partiellement ou en totalité issu de l’article de Wikipédia en anglais intitulé « Wilhelm Biener » (voir la liste des auteurs).